# جابر المحيلبي
جابر سعد خنيفر عايد المحيلبي العازمي (28 يونيو 1970 - ) نائب سابق في مجلس الأمة الكويتي.
شارك في انتخابات مجلس الأمة الكويتي 2006 في الدائرة الثالثة والعشرين، وحصل على المركز الأول برصيد 4728 صوت وفاز بالانتخابات ، وشارك في انتخابات مجلس الأمة الكويتي 2008 في الدائرة الخامسة، وحصل على المركز الأول برصيد 15118 صوت وفاز بالانتخابات.